# Tadeusz Krawczyk
Tadeusz Krawczyk (né le 3 juin 1959 à Poznań) est un coureur cycliste polonais.

## Palmarès
- 1981
  - 2e, 5e et 7e étapes du Tour de Pologne
- 1983
  - Tour de Pologne :
    - Classement général
    - 1re et 2e étapes
- 1984
  - Tour of Malopolska
  - 2e étape du Tour de Pologne
- 1985
  - Grand Prix de Chardonnay
  - 3e du Critérium de La Machine
- 1986
  - Poly Sénonaise
  - Paris-Auxerre
  - Critérium des Grimpeurs
  - Ronde des Vosges
  - 3e de Paris-Épernay
- 1987
  - 2e du Grand Prix des Carreleurs